# Безушко Зіновія Іванівна
Зіновія Іванівна Безушко (нар. 11 травня 1931, село Біла, Королівство Румунія, тепер Кіцманського району Чернівецької області) — українська радянська діячка, новатор виробництва, формувальниця Чернівецького панчішного комбінату Чернівецької області. Депутат Верховної Ради УРСР 5-го скликання.

## Біографія
Народилася у бідній селянській родині.
З 1949 року — формувальниця фарбувально-закінчувального цеху Чернівецького панчішного комбінату Чернівецької області.
Потім — на пенсії у селі Біла Кіцманського району Чернівецької області.